# 4. padalska brigada (Združeno kraljestvo)
Za druge 4. brigade glej 4. brigada.
4. padalska brigada je bila padalska enota Britanske kopenske vojske med drugo svetovno vojno.

## Zgodovina
Brigada je bila ustanovljena leta 1942 iz 3 bataljonov v Palestini.
Brigada je bila uničena v operaciji Market Garden; preživeli so bili dodeljeni 1. padalski brigadi.

## Sestava
- Štab
- 10. padalski bataljon (bivši 2. bataljon Kraljevi susseški polk
- 156. padalski bataljon
- 11. padalski bataljon